# Mariluce Moura
Mariluce Moura é uma jornalista brasileira, criadora de uma das mais importantes revistas de divulgação científica brasileira, a Pesquisa Fapesp, que dirigiu entre os anos de 1999 e 2014. Foi presidente da Associação Brasileira de Jornalismo Científico e desenvolveu o projeto "Ciência na Rua" em parceria com o grupo de pesquisa Labjor, da Universidade Estadual de Campinas (Unicamp). Atuou como repórter e editora no Jornal da Bahia, Tribuna da Bahia, O Globo, Jornal do Brasil, Gazeta Mercantil, Exame, Senhor e Isto É e atualmente é diretora-presidente da Aretê Editora e Comunicação Eireli.

## Biografia
Mariluce Moura graduou-se em jornalismo pela Universidade Federal da Bahia (UFBA) e é mestra e doutora em Comunicação pela Universidade Federal do Rio de Janeiro (UFRJ). No final dos anos 1980 foi assessora de comunicação do Conselho Nacional de Desenvolvimento Científico e Tecnológico (CNPq), e também atuou em 1990 como assessora de comunicação da Secretaria Estadual de Ciência, Tecnologia e Desenvolvimento Econômico de São Paulo. Já no ano de 1995 implantou o setor de comunicação da Fundação de Amparo à Pesquisa do Estado de São Paulo (FAPESP), do qual foi gerente até julho de 2002.